# Claude Mossé
Claude Mossé (París, 24 de diciembre de 1924-Draveil, Essonne, 12 de diciembre de 2022) fue una historiadora francesa especializada en la Antigua Grecia.

## Biografía
Claude Mossé era la hija de un comerciante de vinos de París. Era hermana de Elaine Mossé, investigadora en macroeconomía, y Arlette Mossé, nutricionista clínica.
En el invierno de 1941, durante la Segunda Guerra Mundial y con 16 años de edad, leyó por primera vez un texto sobre la libertad y la democracia de Demóstenes. Desde entonces, ha dedicado su vida a la historia de Grecia.
Su época histórica favorita fue la Antigua Atenas particularmente la Atenas del siglo IV a. C . Perteneció a la misma escuela de pensamiento histórico que  Jean-Pierre Vernant y Pierre Vidal-Naquet. Mossé fue profesora emérita de la Universidad de París 8. Sus obras se han traducido a numerosos idiomas, incluyendo inglés, alemán, español, italiano y griego moderno.
En febrero de 1979 fue una de los 34 signatarios de la declaración redactada por Léon Poliakov y Pierre Vidal-Naquet para desmontar la retórica del negacionismo del Holocausto del escritor negacionista y académico franco-británico Robert Faurisson.

## Obras selectas
- La Fin de la démocratie athénienne. Aspects sociaux et politiques du déclin de la cité grecque au ive siècle av. J.-C., París, 1962
- Le Travail en Grèce et à Rome, París, PUF, Que sais-je?, 1966
- Les Institutions grecques, París, Armand Colin, 1968
- La Tyrannie dans la Grèce antique, París, PUF, 1969
- La Colonisation dans l'Antiquité, París, Nathan, 1970
- Histoire d'une démocratie, Athènes, París, Le Seuil, 1971
- Histoire des doctrines politiques en Grèce, París, PUF, Que sais-je?, 1975
- La Femme dans la Grèce antique, París, Albin Michel, 1983
- La Grèce archaïque d'Homère à Eschyle, París, Le Seuil, 1984
- Le Procès de Socrate, Bruselass, Complexe, 1987
- L'Antiquité dans la Révolution française, París, Albin Michel, 1989
- Précis d'histoire grecque. Du début du deuxième millénaire à la bataille d'Actium, conAnnie Schnapp-Gourbeillon, París, Armand Colin, 1990
- Les Mythes Grecs, Photographs by Erich Lessing, Nathan, 1991
- Dictionnaire de la civilisation grecque, Bruselas, Complexe, 1992
- Le Citoyen dans la Grèce antique, París, Nathan, 1993
- Démosthène ou les ambiguïtés de la politique, París, Armand Colin, 1994
- Politique et société en Grèce ancienne. Le «modèle» athénien, París, Aubier, 1995
- Meurtres sur l'Agora, Calmann-Lévy, 1995
- Alexandre. La destinée d'un mythe, París, Payot, 2001
- Périclès, l'inventeur de la démocratie, Payot, col. biografía, 2005
- Les Grecs inventent la politique, Complexe, 2005
- Sacrilèges et trahisons à Athènes, Larousse, 2009
- Au nom de la loi. Justice et politique à Athènes à l'âge classique, Payot, 2010
- Regards sur la démocratie athénienne, Perrin, 2013